# American Thunder
American Thunder in Six Flags St. Louis (Eureka, Missouri, USA) ist eine Holzachterbahn des Herstellers Great Coasters International, die am 20. Juni 2008 als Evel Knievel eröffnet wurde. Unter diesem Namen fuhr sie bis Ende 2010. Als Thema wurde der US-amerikanische Motorradstuntman Evel Knievel gewählt.
Für 7 Mio. US-Dollar wurden 826,9 m Schienen verbaut, die eine Höhe von 25 m erreichen. Auf der 24,4 m hohen Abfahrt erreichen die Züge eine Höchstgeschwindigkeit von 77,2 km/h. Die Bahn ist baugleich zu Thunderbird im PowerPark (Finnland), die rund zwei Jahre vorher eröffnet wurde.

## Züge
American Thunder besitzt zwei Züge vom Modell Millennium Flyer mit jeweils zwölf Wagen. In jedem Wagen können zwei Personen (eine Reihe) Platz nehmen. Die Fahrgäste müssen mindestens 1,22 m groß sein, um mitfahren zu dürfen.